# ラケル・コシャン
ラケル・コシャン(Raquel Kochhann、1992年10月6日 - ）は、ブラジルの女子ラグビー選手。

## プロフィール
- ブラジル出身[1]。
- ポジションはスタンドオフ(SO)。
- 身長 167cm、体重 66kg

## 略歴
2016年、リオ五輪の7人制女子ブラジル代表に選ばれた。
そして2021年、東京五輪の7人制女子ブラジル代表に選ばれた。
2024年、パリ五輪の7人制女子ブラジル代表に選ばれた。